# Battaglia del Garoza
La battaglia del fiume Garoza fu una delle principali battaglie della crociata livoniana e si svolse nel 1287. In quell'occasione si contrapposero l'Ordine di Livonia e i Semgalli in un'area situata nei pressi del fiume Garoza, nell'odierna Lettonia. Lo scontro si concluse con una grave sconfitta per l'Ordine, che perse il suo Gran maestro e diversi komtur.

## Contesto storico
La crociata livoniana, proclamata poco prima dell'inizio del XIII secolo, aveva lo scopo di convertire le popolazioni baltiche, le ultime rimaste ancorate alla religione pagana (mitologia baltica). Ciò scatenò un lungo conflitto tra gli ordini religiosi cavallereschi (principalmente i Cavalieri portaspada, rimpiazzati nel 1237 dall'Ordine di Livonia, e l'Ordine teutonico) e le tribù originarie delle moderne Lettonia ed Estonia. 
Nel 1287, circa 1 400 Semgalli, una popolazione nativa della Lettonia centrale, colpirono la roccaforte crociata di Ikšķile e saccheggiarono le terre vicine. Quest'assedio era avvenuto subito dopo un infruttuoso assalto compiuto ai danni di Riga, la principale città dei crociati (lo storico Jonathan Howard ha ritenuto che questo attacco ebbe luogo nel 1286).

## La battaglia
Subito dopo gli eventi avvenuti a Riga, Wilken von Endorp, Gran maestro dell'Ordine di Livonia, decise di inseguire gli aggressori mentre tornavano in Semigallia e di vendicarsi. L'esercito crociato era composto da cavalieri dell'Ordine, unità di cittadini di Riga e un numero imprecisato di Livoni e Letgalli, due popolazioni native della Lettonia che si erano alleate con i cristiani.
L'esercito crociato perse le sue tracce e vagò per alcuni giorni attraverso foreste e paludi in Semigallia. Alla fine, il 26 marzo, si accampò nei pressi del fiume Garoza, a una quindicina di chilometri dalla moderna Jelgava. Tuttavia, i crociati erano inseguiti dagli esploratori nemici, motivo per cui la posizione del loro accampamento divenne presto nota alle principali forze semgalle.
Il mattino seguente, l'esercito semgallo attaccò i crociati. All'inizio la battaglia sembrò assumere un andamento incerto, ma lottando strenuamente i semgalli presero l'iniziativa e riuscirono ad aggredire le forze dei crociati. Molti cavalieri furono uccisi e molti altri, tra cui un gran numero di alleati, furono fatti prigionieri. La Cronaca rimata della Livonia afferma che soltanto pochi cavalieri riuscirono a tornare a Riga. Tra le vittime illustri vi furono il Gran maestro dell'Ordine di Livonia, Wilken von Endorp, e il comandante dei Semgalli (malgrado le fonti non ne riportino il nome). Si trattò dell'ultima grande vittoria riportata dai Semgalli sui cristiani nell'ambito della crociata livoniana.

### Esplicative
1. ↑  Le coordinate approssimative del luogo dello scontro sono: 56°37′00.41″N 23°55′47.53″E.

### Bibliografiche
1. 1 2 3 4 5  Spekke (2006), p. 135.
«In 1287 the Semigallians launched attacks on Rīga and Ikšķile. Though the Germans were defeated at Riga, the Semigallians did not succeed in taking the town and, pursued by the Germans, gave battle near Garoza in a bloody and desperate fight. It was here that the Semigallians gained one of their most splendid victories over the Germans , though it was their last. [Nel 1287 i Semgalli attaccarono Rīga e Ikšķile. Sebbene i tedeschi fossero stati sconfitti a Riga, i Semgalli non riuscirono a espugnare la città e, inseguiti dai tedeschi, ingaggiarono battaglia nei pressi di Garoza in una lotta cruenta e disperata. Qui i Semgalli ottennero una delle loro più splendide vittorie sui tedeschi, malgrado fu l'ultima]».
2. 1 2  Howard (2011), p. 34.